# Liste der Wegekreuze und Bildstöcke in Roetgen
Die Liste der Wegekreuze und Bildstöcke in Roetgen listet die Flur- und Wegekreuze sowie die Bildstöcke in der Gemeinde Roetgen in der Städteregion Aachen mit ihrer jeweiligen persönlichen Geschichte – soweit bekannt –  und ohne Anspruch auf Vollständigkeit auf.

## Liste
| Standort                                        | Stadt-/Ortsteil | Datierung               | Beschreibung/Inschrift | Bild           |
| ----------------------------------------------- | --------------- | ----------------------- | --- | -------------- |
| Am Kloster 10 (Lage)                            | Roetgen         | um 1929                 | Ehemalige Mariengrotte des 1929 gegründeten Elisabethklosters der Cellitinnen in Roetgen. Sie stand zuvor in dem dortigen Klostergarten und wurde 2004 nach der Auflösung des Klosters zum heutigen Standort versetzt. |                |
| Bergstraße 33 (Lage)                            | Rott            | 1991                    | Flurkreuz aus Blaustein mit dreiteiligem Sockel. Auf den breiten Kreuzachsen wurde reliefartig die Jesusfigur am Kreuz herausgearbeitet. Inschrift Sockel: „Im Kreuz ist Heil, Ostern 1991, Familie Cordier“ |                |
| Bergstraße 37 (Lage)                            | Rott            | unbekannt               | schmaler Bildstock, Sockel und altarartige Unterbau aus Ziegelsteinen mit Blausteinplatte, darüber Nischenhäuschen mit Giebeldach, darin die figürliche Darstellung des hl. Franz Xaver |                |
| Bundesstraße/Fringshaus (Lage)                  | Roetgen         | 1774/2013               | Das Offermann-Kreuz, ein barockes Sühnekreuz direkt auf der Landesgrenze zu Belgien, erinnert an den Mord an dem Fuhrmann Cornelius Offermann aus Witzerath am 13. August 1774. Das heutige Kreuz ist eine Nachbildung, weil das Original schwer beschädigt in die Kapelle von Reinartzhof versetzt wurde. Inschrift: „Ano 1774, den 13. August, ist der Cornelius Offermann von Witzerath auf diese Platze jämmerlich ermordet worden. G.T.D.L.S.A.“ | weitere Bilder |
| Ecke Hahner Straße/Simonsbrander Weg (Lage)     | Roetgen         | 1913/2006               | Das „Rote Kreuz“ ist ein hölzernes Flurkreuz, das seinen Namen und seinen Farbanstrich nach der dortigen Flurbezeichnung erhalten hat. Ursprünglich ein verwittertes Eichenkreuz ohne Querbalken, das 2006 durch ein Neues ersetzt wurde. Kleiner Steinsockel mit Reliefmotiv der „Betenden Hände“ |                |
| Ecke Hauptstraße/Jennepeterstraße (Lage)        | Roetgen         | 1950                    | Friedenskreuz zum Dank für nur geringe Schäden im Ort Roetgen im Verlauf des Zweiten Weltkrieges. Großes Holzkreuz mit großem Korpus und Giebeldach, Schaft ruht in querrechteckigem steinernem Sockel. Anfangs mit einem kleinen Altar für die Fronleichnamsprozession versehen, der später entfernt wurde. Sockelinschrift: „Friedenskreuz 1945“ |                |
| Ecke Hauptstraße/Lammerkreuzstraße (Lage)       | Roetgen         | 1864                    | Ehemaliges Grabkreuz, auch „Wiedevennkreuz“ genannt nach dem dortigen Flurnamen, war einst Teil eines abgerissenen Stationshäuschens. Erhielt im Jahr 2020 eine umfassende Restauration. Inschrift 1: „Wir erinnern an das Stationshäuschen ‚auf dem Wiedevenn‘, das schon im 18. Jh. hier auf einem Hügel stand. Nur dieses Grabkreuz blieb erhalten.“ Inschrift 2: „AO 1864, den 23. August ist des ehrsamen Tillmann Kreitz seine Frau Catharina Emunds zu Gott entschlafen. G.T.D.S.“ |                |
| Ecke Lammersdorfer Straße/Bergstraße (Lage)     | Rott            | unbekannt.              | Reliefartig herausgearbeitetes, nach unten breiter werdendes Kreuz auf einem hohen Steinblock mit abgeschrägtem Kopfteil, ruhend auf einem Fundament aus Bruchsteinen. Geschichte unbekannt. |                |
| Ecke Lammersdorfer Straße/Zum Struffelt (Lage)  | Rott            | unbekannt.              | Schlichtes schmales Holzkreuz mit einer kleinen hellen Jesusfigur, aufgestellt an der Grundstücksgrenze. Geschichte unbekannt. |                |
| Ecke Quirinusstraße/Lammersdorfer Straße (Lage) | Rott            | 18. Jh.                 | Schmaler Bildstock aus Bruchsteinen mit Giebeldach, im oberen Bereich Rundbogennische über einer Sohlbank aus Blaustein, darin die Figur des heiligen Pankratius. |                |
| Ecke Roetgener Straße/Birksiefenweg (Lage)      | Rott            | um 1860                 | Altes Sandsteinkreuz Inschrift nur rudimentär lesbar, reliefartig herausgearbeitetes Dreieinigkeitszeichen und eines Totenschädels |                |
| Giersberg (Lage)                                | Rott            | 1950                    | Der Kreuzweg Rott, eine öffentliche Kreuzweganlage auf dem Giersberg, wurde in den 1950er-Jahren errichtet. Die dortige Station 12 ist mit einem 13,5 Meter hohen Friedenskreuz ausgestattet, das zunächst als Einzelobjekt errichtet wurde, dem bis 1959 der gesamte Kreuzweg mit der Giersbergkapelle als Station 13 folgte. Am Fuß des Kreuzschaftes wurde eine Kupferplatte eingesetzt mit der Aufschrift „Im Kreuz ist Heil – Zum Dank errichtet von der Gemeinde 1950“ | weitere Bilder |
| Hauptstraße 62 (Lage)                           | Roetgen         | 1744                    | Bildstock an der seitlichen Grundstücksmauer der Pfarrkirche St. Hubertus. Einer von drei der erhalten gebliebenen ehemaligen Sieben Fußfälle im Ort. Ursprünglicher Standort war unterhalb der Marienkapelle und wurde 1916 zur Pfarrkirche versetzt. Ein Chronogramm in der Inschrift im halbrunden Kopfstein belegt das Entstehungsjahr. In der Figurennische hinter einer verzierten Gittertür ein reliefartig herausgearbeitetes Jesusbild auf einem Sockel mit der Inschrift: „O du mein Volk, was tat ich Dir?“ Inschrift Kopfstein: „honorI XtI eVCharistICI heC statio ponItVr a VenerabILI pastore MarIano sVCCersorIbVs ChristIanI woLter“                                                                    | weitere Bilder |
| Hauptstraße 88 (Lage)                           | Roetgen         | 18. Jh.                 | Schmaler Bildstock am „Geeßetempel“ aus Bruchsteinen mit Dreiecksgiebel innerhalb einer gepflegten Grünanlage mit Treppenaufgang und Sitzbank, gesamte Anlage 2022 grundsaniert. Einer von drei der erhalten gebliebenen ehemaligen Sieben Fußfälle im Ort. Im oberen Teil des Bildstocks eine Dreiecksnische über einer Schieferplatte als Sohlbank, darin eine Marienfigur mit Rosenkranzkette. Unter der Nische befindet sich an der Vorderwand eine Platte mit Resten eines ehemals umfangreicheren Mosaikbildes des Bildhauers Hermann Pier (1925–1984) aus Mulartshütte, das einst Maria und Maria Magdalena mit dem Leichnam von Jesus zeigte, von dem nunmehr nur noch Ausschnitte des Leichnams erkennbar sind. | weitere Bilder |
| Hauptstraße 103 (Lage)                          | Roetgen         | unbekannt               | Breites hölzernes Hauskreuz mit geschwungener Rückwand und Giebeldach an der Wand von Haus Hauptstraße 103; Geschichte unbekannt |                |
| Kuhberg 18 (Lage)                               | Roetgen         | 2013                    | Reichlich verziertes Votivkreuz aus Metall auf kleinem Sockel vor Haus Kuhberg 18, anlässlich zur Wahl von Papst Franziskus I. aufgestellt. Plaketteninschrift: „An unseren Schöpfer Danke für Gesundheit und Zufriedenheit 2013 – Fam. Rohé und Ludwig – Annemarie Rohé *20.09.51 - † 03.04.21“ Sockelinschrift: „Franziskus I. Wegekreuz“ |                |
| Lehnsbach (Lage)                                | Rott            | um 1930                 | Unfallkreuz, gestiftet für Johann Wilhelm Sajez aus Aachen-Forst. Plaketteninschrift: Zum Gedenken: „Hier verunglückte tödlich am 2.10.1930 der Joh. Wilh. Sajez, geb. 29.11.08 aus Aachen-Forst. Gestiftet von Fam. J. Terries, Heimatverein Rott.“ |                |
| Münsterbildchen 10 (Lage)                       | Roetgen         | 1818                    | Das Kreuz wurde aus der dortigen ländlichen Tradition begründet als Schutzkreuz für einen dahinter liegenden Brunnen aufgestellt. Kurzes Steinkreuz mit einem reliefartig herausgearbeiteten Christuskorpus, darunter ein kleiner Sockel im Stile eines Brunnens für eine Kerzenlampe. |                |
| Quirinusstraße 36 (Lage)                        | Rott            | Anfang der 1950er-Jahre | Massiver leicht konkav gewölbter steinerner Prozessionsaltar für die Fronleichnamsprozession. Das ins rustikale Mauerwerk integrierte Kreuz besteht aus drei Steinquadern, wobei der Querriegel des Kreuzes auf dem Mauerabschluss ruht. |                |
| Quirinusstraße 69 (Lage)                        | Rott            | unbekannt.              | Holzkreuz an der Hauswand mit kleinem Korpus unter einem Giebeldach, darunter eine Aufhängung für Pflanzendekor. Geschichte unbekannt. |                |
| Rommelweg 51 (Lage)                             | Roetgen         | 1748                    | Kleiner Bildstock aus gehauenem Blaustein mit rechteckiger Nische, darin eine kleine flache Steinplatte mit einem reliefartig herausgearbeitetes Motiv der Mutter Maria mit ihrem Jesuskind. Einer von drei der sieben erhalten gebliebenen ehemaligen Sieben Fußfälle im Ort. Inschrift auf dem oben abgerundetem Kopfstein: „ANNO 1748 DEN ZI MAY HAT DER EHRSAME TILLMANN KÖNIG UND SEINE EHEFRAU CATHARINA STALEWERK HABEN DIESE STATION ZU EHREN GOTTES LASEN ERRICHTEN.“ |                |
| Stockschläger 37a (Lage)                        | Roetgen         | unbekannt               | Schmaler Bildstock aus Bruchsteinen bestehend aus rechteckigem Sockel mit aufgesetzter Zwischenplatte mit der Aufschrift: „Segne uns Maria“. Darüber der Aufbau mit Rundbogennische und dem mit Schieferplatten gedeckten Giebeldach. In der Nische eine Marienfigur mit mehreren Kerzenarragements. |                |
| Zweifaller Straße 23 (Lage)                     | Mulartshütte    | 1849/1908/1987          | Hohes dreiteiliges Missionskreuz aus Blaustein, das an die Volksmissionen im 17. und 18. Jh. erinnert. Anfangs aus Holz angefertigt wurde es zunächst 1908 durch ein erstes steinernes Kreuz ersetzt, das wegen Materialermüdung 1987 nochmals erneuert werden musste. Anlage ist großräumig von einem schmiedeeisernen Geländer umgeben. Inschrift auf dem Postament: „Mein Jesus Barmherzigkeit. Errichtet 1908.“ | weitere Bilder |